# Эддерли, Кэннонболл
Джулиан Эдвин «Кэннонболл» Эддерли (англ. Julian Edwin "Cannonball" Adderley; 15 сентября 1928 — 8 августа 1975) — джазовый альт-саксофонист, игравший в стиле хард-боп. Родился в Тампа, штат Флорида, в середине 1950-х переехал в Нью-Йорк. Его прозвище Кэннонболл ("пушечное ядро") произошло от более раннего прозвища «Каннибал» (англ. Сannibal), данного ему коллегами во время обучения в высшей школе за выдающийся аппетит. Брат Джулиана Эддерли — джазовый музыкант Нэт Эддерли.

## Ранние годы
Джулиан Эддерли родился в городе Тампа и жил там, пока его родители не переехали в столицу штата, Таллахасси преподавать в Florida A&M University. Кэннонболл и его брат Нэт играли вместе с Реем Чарльзом, в период, когда тот жил в Таллахасси в ранние 1940-е.
В старшей школе Эддерли получил прозвище Cannonball: «Когда я учился в школе, мне приходилось есть что попало, — объяснял музыкант однажды. — Поэтому дети называли меня каннибалом (по-английски cannibal). Взрослые, не разобравшись в деталях, стали обращаться ко мне как Cannonball». В 1955 году, когда давний друг смотрел выступление Эддерли в Нью-Йорке, он по старой памяти обратился к саксофонисту так, как его знают в родном городе. Это услышали другие гости заведения и прозвище Cannonball закрепилось за ним на всю оставшуюся жизнь.
Кэннонболл был достаточно известен во Флориде к моменту, когда он переехал в Нью-Йорк в 1955 году, где он жил в густонаселённом пригороде Корона, районе Куинс. Это было началом плодотворного периода в карьере Кэннонболла.
Однажды Эддерли посетил кафе «Богемия» (англ. Cafe Bohemia), где в это время играла группа Оскара Петтифорда. Эддерли носил свой саксофон с собой, главным образом, из страха, что тот будет украден. Его попросили подменить опоздавшего саксофониста, после чего Кэннонболл в течение нескольких недель стал местной сенсацией.
Вместе со своим братом Нэтом Кэннонболл создал собственную группу. Эддерли был замечен Майлсом Дейвисом и был приглашён играть вместе с бэндом Дейвиса.
Эддерли присоединился к секстету Майлса Дейвиса в октябре 1957 года, за три месяца до возвращения Джона Колтрейна. Кэннонболл Эддерли участвовал в записи альбомов Milestones и Kind of Blue. Этот период ознаменовался сотрудничеством с пианистом Биллом Эвансом, с которым Эддерли записал альбомы Portrait of Cannonball и Know What I Mean?. Позже Джулиан завязал сотрудничество с певицей Нэнси Уилсон, с которой делал записи в 1962 году.
В 1975 вышли две его последние пластинки – Phenix и Big Man: The Legend of John Henry с оркестром. В июле того же года он перенес инсульт, повлекший за собой кому. Саксофонист умер 8 августа 1975 года в Индиане.